# الجمعية الدولية لعلم الأوبئة
الجمعية الدولية لعلم الأوبئة (IEA) هي جمعية عالمية تضم أكثر من 2000 عضو في أكثر من 100 دولة مختلفة، والذين يتبعون أهداف الجمعية لتسهيل التواصل بين المشاركين في البحث والتدريس في علم الأوبئة في جميع أنحاء العالم، وتشجيع استخدامه في جميع مجالات الصحة بما في ذلك الطب الاجتماعي والمجتمعي والوقائي.
يتم تحقيق هذه الأهداف من خلال عقد اللقاءات والندوات العلمية، ونشر المجلات والتقارير وترجمات الكتب، والاتصال بين الأعضاء وغير ذلك من الأنشطة المتوافقة مع هذه الأهداف. يتم قبول الأعضاء بغض النظر عن العرق أو الدين أو الجنس أو الانتماء السياسي أو بلد المنشأ.
تنشر الجمعية مجلتها الخاصة، وهي المجلة الدولية لعلم الأوبئة (IJE) كل شهرين، ويتم تضمين نسخة مجانية منها في رسوم العضوية. كما أنها ترعى عدد من المنشورات مثل قاموس علم الأوبئة، وتطوير علم الأوبئة الحديث.  بالإضافة إلى ذلك، تنظم الجمعية المؤتمر العالمي لعلم الأوبئة (WCE)، الذي يعقد كل ثلاث سنوات في أجزاء مختلفة من العالم.  انعقد المؤتمر العالمي التاسع عشر للطاقة المتجددة في إدنبرة، اسكتلندا، في أغسطس 2011، بينما سيعقد المؤتمر العالمي العشرين للطاقة المتجددة في أنكوريج، ألاسكا، في أغسطس 2014. كما تُعقد اجتماعات علمية إقليمية في مناطق IEA خلال فترات مدتها ثلاث سنوات بين مؤتمرات الطاقة العالمية.
ترتبط وكالة الطاقة الدولية بعلاقات رسمية مع منظمة الصحة العالمية (WHO) ويديرها مجلس يضم مستشارين تنفيذيين وإقليميين لمناطقها السبع بالإضافة إلى الأعضاء بحكم مناصبهم.

## المؤتمر العالمي لعلم الأوبئة
عقدت الاجتماعات العلمية للجمعية كل ثلاث سنوات (مع بعض الاستثنائات) منذ عام 1957 في دول مختلفة حول العالم. وفي الاجتماع الأول للمجلس الذي عقد في مونتريال في الفترة من 17 إلى 18 أغسطس/آب 2002، تم الاتفاق على أن جميع الاجتماعات التي كانت تحمل في السابق اسم الاجتماع العلمي الدولي سوف يطلق عليها من الآن فصاعداً اسم المؤتمر العالمي لعلم الأوبئة (WCE)، مع استمرار تسلسل الترقيم. فيما يلي قائمة بمؤتمرات WCE التي أقيمت منذ عام 1957: 
1. الاول: نوردفيك، هولندا، سبتمبر 1957
2. الثاني: كالي ، كولومبيا، أغسطس 1959
3. الثالث: كورتشولا، يوغوسلافيا، أغسطس 1961
4. الرابع: برينستون، الولايات المتحدة، أغسطس 1964
5. الخامس: بريموستين، يوغوسلافيا، أغسطس 1968
6. السادس: بريموستين، يوغوسلافيا، أغسطس 1971
7. السابع: برايتون، إنجلترا، أغسطس 1974
8. الثامن سان خوان، بورتوريكو، سبتمبر 1977
9. التاسع: إدنبرة، اسكتلندا، أغسطس 1981
10. العاشر: فانكوفر، كندا، أغسطس 1984
11. الحادي عشر هلسنكي، فنلندا، أغسطس 1987
12. الثاني عشر: لوس أنجلوس، الولايات المتحدة، أغسطس 1990
13. الثالث عشر: سيدني، أستراليا، سبتمبر 1993
14. الرابع عشر، ناغويا، اليابان، أغسطس 1996
15. الخامس عشر فلورنسا، إيطاليا، أغسطس 1999
16. السادس عشر مونتريال، كندا، أغسطس 2002
17. السابع عشر، بانكوك، تايلاند، أغسطس 2005
18. الثامن عشر بورتو أليجري، البرازيل، سبتمبر 2008
19. التاسع عشر، إدنبرة، اسكتلندا، أغسطس 2011
20. العشرون: أنكوريج، الولايات المتحدة، أغسطس 2014
21. الحادي والعشرون: سايتاما، اليابان، أغسطس 2017
22. الثاني والعشرون: ملبورن، أستراليا، سبتمبر 2021 [متاح عبر الإنترنت]
23. الثالث والعشرون: كيب تاون، جنوب أفريقيا، سبتمبر 2024